# Sirkan
Sirkan (arab. سيركان) – miasto w Iranie, w ostanie Sistan i Beludżystan. W 2006 roku liczyło 1347 mieszkańców.